# 日本ユニバーサル航空
日本ユニバーサル航空株式会社（にほんユニバーサルこうくう）は、かつて存在した日本航空 (JAL) グループの国内貨物航空会社である。英文名称はJapan Universal System Transport Co., Ltd.で、略称はJUST。航空会社コードは、IATA2レターコードがYU、ICAO3レターコードがJSTだった。現在は清算されている。

## 概要
1991年（平成3年）1月10日に日本航空の子会社として設立され、当初からヤマト運輸（現・ヤマトホールディングス）・日本通運も資本参加して、その後他の物流各社も出資している。本社があった第二鉄鋼ビルは当時日本航空の東京支店（1階に発券カウンター）が入居していたビルで、そこに間借りする形を採っていた。同年日本航空からボーイング747-200F1機（機体記号：JA8160）をリース導入し、フルカラー塗装とした。
同年10月16日に羽田 - 新千歳間の不定期貨物便の運航を開始し、翌月11月26日には名古屋 - 新千歳間の運航を開始した。
しかし、羽田空港の発着枠不足で多数の便を運航することができず、またバブル崩壊で景気後退に陥ったことなどから1年ほどで運航停止に追い込まれた。

## 塗装

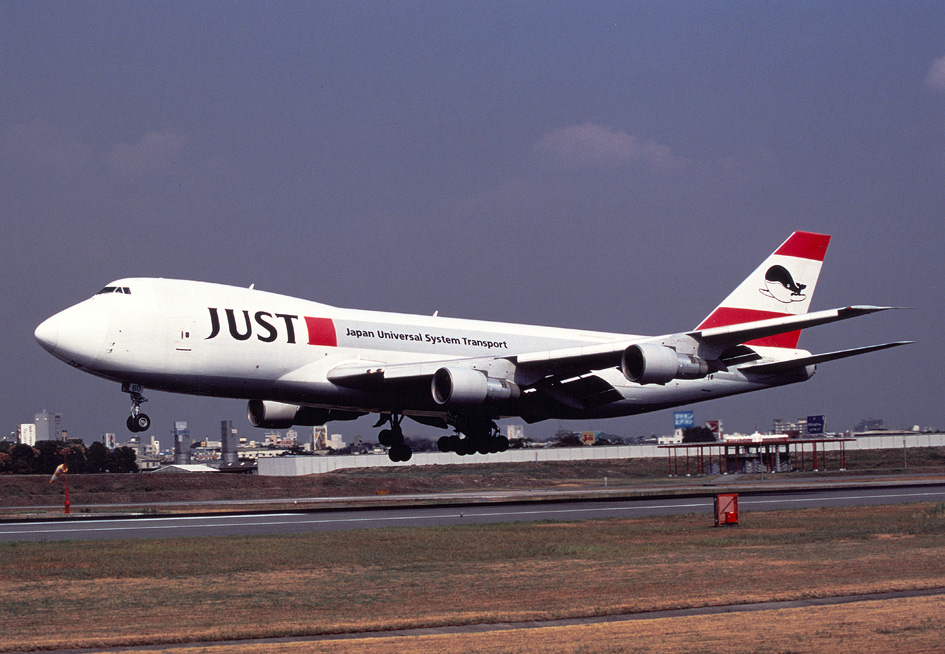
ボーイング747-200F

フルカラー塗装されたJA8160の垂直尾翼にはシンボルマークのクジラが描かれていた。このクジラはIATA2レターコードのYUから「ゆーちゃん」の愛称があった。運航停止後もしばらくの間はこの塗装でJALの貨物便（主に成田 - 香港線および成田 - サンフランシスコ線）に就航していた。このJA8160はJAL生え抜きの機体ではなく、1982年（昭和57年）にパンアメリカン航空が貨物輸送事業から撤退に伴う放出のタイミングで購入したものである（1979年製造、元N905PA/Clipper Golden Eagle号）。そのため同機のモデルネームは747-221Fとなっている。JA8160は2007年（平成19年）9月に退役しており、その後アメリカの貨物航空会社カリッタ・エア (Kalitta Air)に転売された。